# Harold Baines
Harold Douglas Baines (nascido em 15 de maçro de 1959) é um ex-jogador de beisebol profissional da Major League Baseball, que atuou como  rebatedor designado e campista direito pelos times do Chicago White Sox, Texas Rangers, Oakland Athletics e Cleveland Indians entre 1980 e 2001. Baines rebatia e lançava como canhoto. Ele é melhor conhecido por seus três períodos com o Chicago White Sox, uma equipe que treinou até 2015, antes de assumir o papel de embaixador do time e instrutor do spring training.
Está em sétimo na história da American League em partidas jogadas (2830) e décimo em corridas impulsionadas (RBI) (1628) na época de sua aposentadoria. Notável também por seu poder nas rebatidas em situações difíceis; está empatado em sétimo em número de grand slams da American League com 13, quarto em jogos com três home runs (3), e empatado em sétimo na MLB por mais walk-off home runs (10).
Foi convocado seis vezes para o All-Star Game, e liderou a Liga Americana em slugging average em 1984. Foi o líder em home runs do time dos White Sox de 1987 até que Carlton Fisk o ultrpassou em 1990; seu total no time de 221 home runs ainda é o recorde do clube para rebatedores canhotos, assim como seus 981 RBIs e 585 rebatidas  extrabases pelo time. Seus 1652 jogos é o recorde da MLB para um rebatedor designado, e liderava a marca de home runs na carreira para um rebatedor designado (236) até que Edgar Martínez o ultrapassou em 2004. Também foi o líder das grandes ligas como RD (1688) até ser superado por David Ortiz em 10 de julho de 2013.